# John Callahan (attore)
John Kevin Callahan (Brooklyn, 23 dicembre 1953 – Rancho Mirage, 28 marzo 2020) è stato un attore statunitense.

## Biografia
Studiò giurisprudenza all'Università della California a Berkeley prima di iniziare la carriera da attore. È morto a seguito di un ictus.

## Filmografia

### Cinema
- La stanza di Marvin (Marvin's Room), regia di Jerry Zaks (1996)
- His & Hers, regia di Hal Salwen (1997)
- Lost in the Woods, regia di Jim Wynorski (2009)
- eCupid, regia di J. C. Calciano (2011)
- Tentacle 8, regia di John Chi (2014)
- Zoe Gone, regia di Conor Allyn (2014)
- Do It or Die, regia di Jorn Winther (2017)
- A Doggone Hollywood, regia di Jim Wynorski (2017)
- A Doggone Adventure, regia di Tony Randel (2018)
- Loyalty, regia di Michael Satchell (2020)

### Televisione
- Sette spose per sette fratelli (Seven Brides for Seven Brothers) – serie TV, episodio 1x14 (1982)
- M.A.D.D.: Mothers Against Drunk Drivers – film TV (1983)
- Navy (Emerald Point N.A.S.) – serie TV, episodi 1x08-1x20 (1983-1984)
- Mississippi (The Mississippi) – serie TV, episodio 2x10 (1983)
- Tre cuori in affitto (Three's Company) – serie TV, episodio 8x10 (1983)
- When She Says No – film TV (1984)
- Fantasilandia (Fantasy Island) – serie TV, episodio 7x17 (1984)
- General Hospital – serie TV (1984-1985)
- Hotel – serie TV, episodio 3x06 (1985)
- Falcon Crest – serie TV (1986-1988)
- La signora in giallo (Murder, She Wrote) – serie TV, episodi 4x11-6x09 (1987-1989)
- Il tempo della nostra vita (Days of Our Lives) – serie TV (1989)
- Santa Barbara – serie TV (1989-1992)
- Desperate Housewives – serie TV, 2 episodi (2006)

## Doppiatori italiani
Nelle versioni in italiano delle opere in cui ha recitato, John Callahan è stato doppiato da:
- Fabrizio Pucci in La signora in giallo
- Enrico Di Troia in Santa Barbara
- Mauro Magliozzi in Desperate Housewives
- Elio Zamuto in Cold Case - Delitti irrisolti